# Place des femmes dans l'islam
Vous pouvez aider à l'améliorer ou bien discuter des problèmes sur sa page de discussion.
- Il ne cite pas suffisamment ses sources. Vous pouvez indiquer les passages à sourcer avec {{référence nécessaire}} ou {{Référence souhaitée}}, et inclure les références utiles en les liant aux notes de bas de page. (Marqué depuis juin 2008)
- Il doit être recyclé. La réorganisation et la clarification du contenu sont nécessaires. (Marqué depuis juin 2015)

- Archive Wikiwix
- Bing
- Cairn
- DuckDuckGo
- E. Universalis
- Gallica
- Google
- G. Books
- G. News
- G. Scholar
- Persée
- Qwant
- (zh) Baidu
- (ru) Yandex
- (wd) trouver des œuvres sur Wikidata

La place des femmes dans l'islam est le résultat complexe et mouvant de l'interaction entre les différentes sources religieuses musulmanes, leurs interprétations ainsi que l'histoire et la tradition des pays à majorité musulmane. De ce fait, si de manière générale, la charia définit de profondes différences entre le rôle, les droits et les obligations des hommes et des femmes en islam, le statut de la femme dans les différents courants islamiques et dans les différents pays musulmans est soumis à une grande variété, notamment en ce qui concerne le régime des mariages et des divorces, le code vestimentaire, ou encore le statut légal, les droits civiques et l'accès à l'éducation des femmes.
Des pays à majorité musulmane ont déjà eu des chefs d'État ou de gouvernements féminins : Benazir Bhutto (morte assassinée) au Pakistan, Mame Madior Boye au Sénégal, Tansu Çiller en Turquie, Kaqusha Jashari (en) au Kosovo, Megawati Sukarnoputri en Indonésie, ainsi que Khaleda Zia et Sheikh Hasina au Bangladesh.
Le Coran, livre sacré de l'islam, établit quant à lui dans le verset 34 de la quatrième sourate que : « Les hommes sont supérieurs aux femmes à cause des qualités par lesquelles Dieu a élevé ceux-là au-dessus de celles-ci », ainsi que : « Les femmes vertueuses sont obéissantes et soumises ».

## Cadre historique

### Le statut des femmes en Arabie préislamique

#### Vision traditionnelle
Afin d'évaluer les effets de la religion musulmane sur le statut des femmes, de nombreux auteurs ont débattu de leur rôle dans la société préislamique en Arabie, rôle évidemment sujet à d'autant plus de débats et de polémiques que concernant cette période les sources historiques non musulmanes sont rares.
La position traditionnelle, notamment partagée par les musulmans et de nombreux orientalistes, représente ce statut préislamique comme particulièrement peu enviable : les pratiques de l'infanticide féminin et de la polygynie illimitée auraient été courantes. Selon cette thèse, les réformes de Mahomet auraient amélioré le statut des femmes en instituant pour elle un droit de propriété, de succession, d'éducation, de divorce. Hors du strict cadre de la légalité, les recommandations de Mahomet inciteraient les maris à un meilleur traitement des femmes.
Parmi les hadîth de Mouhammad al-Boukhârî et notamment Al-Jâmi'us-Sahih, le livre le plus authentique selon les savants sunnites, on trouve des citations qui soutiennent cette thèse : « Pendant la Jahiliyya, nous ne donnions aucune valeur à la femme, lorsque l’Islam est venu et qu’Allah a parlé d’elles, nous avons compris qu’elles ont des droits sur nous » de Omar ibn al-Khattâb. Pour l'infanticide, le sujet est traité entre autres dans la sourate pré-Hégire 16, 58-59 : « Et lorsqu’on annonce à l’un d’eux une fille, son visage [le père] s’assombrit et une rage profonde [l’envahit]. Il se cache des gens à cause du malheur qu’on lui a annoncé. Doit-il la garder malgré la honte ou l’enfouira-t-il dans la terre ? [le prophète :] Combien est mauvais leur jugement ! » et (sourate pré-Hégire 81, 8-9) « … et qu’on demandera à la fille enterrée vivante, pour quel péché elle a été tuée,,. »

#### Recherches et critiques de la vision traditionnelle
Certains historiens comme Arnold Joseph Toynbee (XIXe siècle) considèrent que cette vision d'une Arabie préislamique misogyne ne serait qu'un des aspects d'une légende noire entourant la « Jahiliya »[réf. nécessaire].
La place des femmes dans certains textes musulmans attesteraient que dans la société mecquoise elle-même le statut de la femme n'était pas aussi sombre que la vue traditionnelle le présente. Le fait que la mère de Muawiya Ier ou même la première épouse de Mahomet, Khadija bint Khuwaylid, étaient des négociantes libres d'embaucher des hommes en serait l'une des illustrations. Cette indépendance économique est attestée par certaines inscriptions pré-islamiques.
Les inscriptions permettent d'illustrer une indépendance religieuse de certaines femmes. Des prêtresses sont attestées dans certains cultes avec les mêmes titres que les hommes :

« On connaît peu de choses sur ces femmes. Elles semblent jouir de la même liberté et de la même fonction que les hommes. »

Des cas de matrilinéarité et probablement de transmissions d'héritage sont connus en Arabie préislamique.
Des écrits lisent l’histoire du genre féminin au temps médiévaux comme un espace clos dans lequel les femmes subissent la contrainte et le joug de la gent masculine. D’autres chercheurs  tendent à nuancer la conception d'une femme muette et inactive, et apportent une nouvelle approche historiographique en tentant de défaire les thèses de femmes ignorées de l’histoire islamique.  Sous un prisme social, économique, juridique et en analysant à différentes échelles le parcours de femmes dans les sources médiévales à l’instar de la poésie, de l’adab ou encore des sources biographiques, (ṭabaqât-s), la recherche propose une relecture de la position sociale du genre féminin.

### Après l'islamisation
Certains auteurs considèrent que le statut des femmes se serait dégradé après l'islamisation en Arabie. Selon l'historien Jean-Paul Roux, le statut « très inférieur de la femme en terre d'islam » ne marque pas un progrès sur celle de l'Arabie préislamique mais un « retour en arrière ».
Les sources de l'islam primitif montrent une dichotomie dans son rapport aux femmes. Dès 1913, Mansour Fahmy met en valeur dans sa thèse des différences entre une période favorable aux femmes et une seconde à Médine moins.
Selon Anne-Marie Delcambre, le statut de la femme est inférieur à celui de l'homme parce que femme mais aussi en raison du risque de péché lié à la sensualité féminine. Ces éléments se retrouvent dans le Coran et les Hadiths.
Ibn Ishak raconte dans sa Sira certaines oppositions féminines, parfois violentes, aux réformes de Mahomet. Cette résistance a été étudiée par Charles Pellat.
Parmi les auteurs défendant une dégradation du statut de la femme, certains ne l'attribuent pas spécifiquement à l'islam lui-même. Ainsi la saoudienne Hatoon al-Fassi, tout en considérant que les femmes jouissaient d'une bien plus grande liberté chez les Sabéens et que l'introduction de la charia a conduit à une régression, considère que c'est l'incorporation frauduleuse de normes provinciales gréco-romaines dans la loi islamique qui est à l'origine de la situation des femmes en Arabie depuis l'islam[réf. incomplète].
À l'inverse, Ghassan Ascha considère que l'infériorité des femmes se trouve dans les textes des origines de l'Islam.
Parmi les auteurs non musulmans considérant que le statut des femmes s'est amélioré après l'islamisation de l'Arabie, certains ne considèrent pas l'islam comme sa cause principale. Dans le cadre d'une analyse marxiste, Valentine Moghadam pense par exemple qu'elle résulte essentiellement de l'urbanisation, des progrès économiques, de la « prolétarisation » et des stratagèmes politiques des dirigeants.
Mary Wortley Montagu, épouse de l'ambassadeur du Royaume-Uni auprès de l'Empire ottoman de 1716 à 1718, est la première à remettre en question la vision négative que certains occidentaux se font de la situation de la femme en terre d'islam. Ayant côtoyé de près les femmes ottomanes, elle envie les libertés dont elles jouissent (absente chez les femmes chrétiennes européennes de son époque) et va même jusqu'à les qualifier de « seul peuple libre de l'empire » dans ses Lettres turques. Cette remise en question est également partagée par des historiens, notamment anglo-saxons. En effet, depuis la fin des années 1990, un nouveau courant historiographique se forme, dont l'objectif est de réécrire l'histoire du monde musulman médiéval en y incorporant les femmes et en tentant de combattre les préjugés et stéréotypes qui s'y attachent. Par exemple, dans la préface de l'ouvrage collectif Women in the Medieval Islamic World. Power, Patronage, Piety, l'historien Gavin E.G. Hambly, qui en est l'éditeur, déclare :

« For the most part, Europeans and Americans (and some Muslims) have stereotyped Women in the Islamic world as passive, victims of male oppression, without rights, without individuality, and without voices. »

L'ouvrage se présente donc, le premier dans le genre, comme une contre-attaque dont le but est de montrer que les femmes à cette époque possédaient une place dans la société : en tant que reine, jouissant d'une influence considérable à l'instar de Dayfa Khatun (m. 1242), reine d'Alep ou encore Zubayda (m. 831), reine abbasside qui frappait monnaie en son propre nom, marque de royauté et de pouvoir dans le monde musulman médiéval ; en tant qu'érudites et intellectuelles comme la mathématicienne Amat al-Wahid Sutaita al-Mahamli (m. 987) ou encore Myriam al-Asturlabi (Xe siècle) ou bien comme lettrées et savantes à l'image de Zaynab bint al-Kamal (m. 1339) ou Fatima bt. Ali al-Husayn b. Jadda, enseignante de Damas ainsi décrite par le savant sunnite Ibn 'Asakir.

### Depuis leXIXesiècle: l'islam entre émancipation des femmes et fondamentalisme

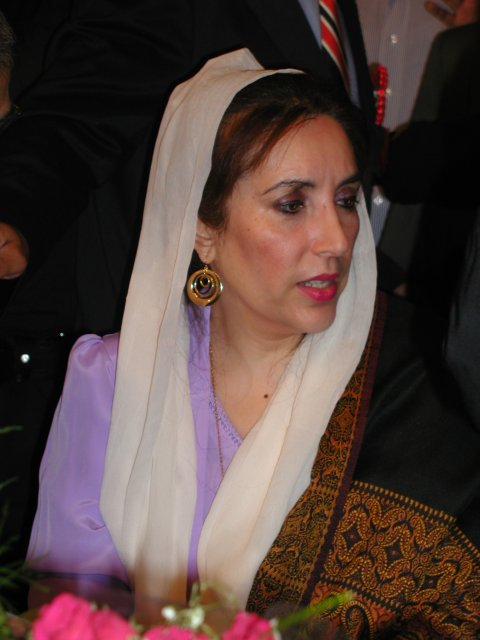
Benazir Bhutto est la première femme issue d'élection à diriger un pays musulman.

Au début du XXe siècle, un mouvement féministe apparaît dans plusieurs pays musulmans, par exemple avec la fondation par Huda Sharawi de l'Union féministe égyptienne en 1923. Le Code personnel tunisien (1956), tout en affirmant être en concordance avec le droit musulman, a été l'un des codes les plus progressistes institué dans un pays musulman. Depuis les années 1980, un mouvement désigné par l'expression « féminisme islamique » inclut des personnes telles que Amina Wadud, conteste l'interprétation d'un certain nombre de hadith et lutte pour une égalité des droits à l'intérieur même de la sphère religieuse, et non seulement séculière.

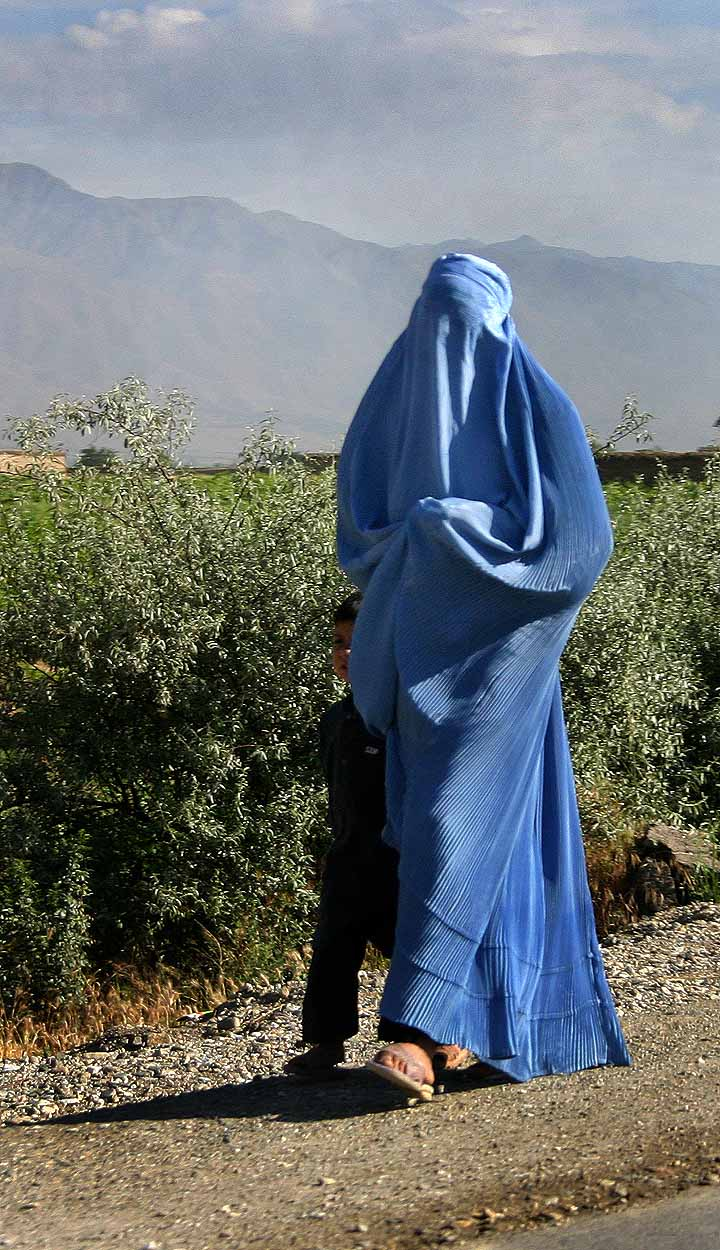
Femme portant la burqa en Afghanistan, 2005.

Au Maroc, la réforme en 2004 de la Moudawana, le droit familial, a rendu quasiment impossible la polygynie et étendu le droit au divorce à la femme ; le Code de la famille algérien a également été réformé, et le statut des femmes en Tunisie a connu de nouvelles modifications, touchant, entre autres, à la filiation.
Avec l'émergence de l'islam politique dans les années 1970, la condition des femmes s'est dégradée dans plusieurs pays comme en Iran ou au Soudan, avec le cas-limite de l'Afghanistan sous les talibans. Dans ce courant, la justification du refus de droits égalitaires et les discriminations pour les femmes repose sur la Charia.
Cette vision s'appuie sur le texte coranique (sourate 2, verset 228) pour défendre une inégalité de statut entre les hommes et les femmes. Ainsi, la sourate 2, verset 282 défendrait, pour eux, une l'équivalence entre un homme et deux femmes.
Y. Qaradhâwî, appartenant au mouvement des Frères musulmans, déclare :

« L’homme est le seigneur de la maison et le maître de la famille d’après sa constitution, ses prédispositions naturelles, sa position dans la vie, la dot qu’il a versée à son épouse et l’entretien de la famille qui est à sa charge. »

Pour certains auteurs, cette vision négative de la féminité et de la femme dans l'islam dépasse le cadre de l'islamisme.

## Statut et droits des femmes dans les traditions islamiques
Étant formé de courants différents, l'islam ne possède pas en tant que tel un statut ou un ensemble de droits de la femme bien défini. Mais les textes religieux évoquent certains points liés aux droits des femmes. L'interprétation de ces textes religieux, incluant la signification unitaire de mots et l'application des textes en fonction de leur articulation avec d'autres, dépend du courant (sunnisme, chiisme), de l'école juridique des personnes qui interprètent ces textes (exemple : hanafisme, malékisme, hanbalisme, chaféisme, jafarisme, zaïdisme, etc.), de la date de ces interprétations (avant/après les phases coloniales), et de la sensibilité de ses interprètes (traditionalistes, néo-traditionalistes, progressistes, réformateurs) conjuguée à leurs convictions « cosmologiques » (approche patriarcale ou égalitaire). Ces traditions islamiques recouvrent non seulement les versets des sourates du Coran, mais aussi les hadiths et la jurisprudence islamique, de sorte qu'il est périlleux de retenir la traduction d'un verset pour en tirer une conclusion sur sa signification, et a fortiori sur son application.

### Droits et devoirs
Plusieurs versets coraniques statuent sur les droits et les devoirs des femmes en islam (le verset cité concerne les femmes divorcées).

« Et les femmes divorcées doivent observer un délai d'attente de trois menstrues ; et il ne leur est pas permis de taire ce qu'Allah a créé dans leurs ventres, si elles croient en Allah et au Jour dernier. Et leurs époux seront plus en droit de les reprendre pendant cette période, s'ils veulent la réconciliation. Quant à elles, elles ont des droits équivalents à leurs obligations, conformément à la bienséance. Mais les hommes ont cependant une prédominance sur elles. Et Allah est Puissant et Sage. »

— Coran 2:228

### Responsabilités
La qawâma rappelle à l’homme l’importance de sa responsabilité à l’égard des femmes en général et de la ou les siennes en particulier, elle implique pour lui de nombreux devoirs :
- La cohabitation totale avec l’épouse et la fidélité inviolable à son égard. Si le mari doit voyager sans sa femme, il doit avant tout lui en demander la permission. L’époux n’a pas le droit de la laisser seule pendant une longue durée (il n'a pas le droit de la quitter plus de quatre mois), ni de s’absenter incessamment même pendant de courtes durées, et moins encore de l’abandonner seule au foyer conjugal pour s’occuper d’autre chose. Car nulle chose ne mérite une telle occupation plus que sa propre femme, à moins que l’absence n’ait un motif valable aux yeux de sa compagne. Sinon, l'épouse a le droit de se considérer comme étant abandonnée. Elle peut en ce cas demander la dissolution du mariage aux autorités compétentes, et cela quand bien même le mari lui assurerait une pension suffisante versée par lui-même à sa famille. Le droit conjugal est clair à ce propos, puisqu’il ne permet pas à l’époux de se libérer des obligations de cohabitation et de fidélité sous prétexte qu’il assume l’entretien du ménage[réf. nécessaire].
- L’entretien constant, la réponse favorable à ses besoins : l’époux est tenu légalement de satisfaire sa compagne sexuellement. C’est un devoir conjugal auquel il ne peut pas se soustraire. Le droit conjugal exige de l’époux de ne pas pousser sa femme à se plaindre de lui, sinon il rendra en compte devant les instances compétentes en la matière. S’il n’obtempère pas, on prend acte des plaintes de l’épouse et le divorce est prononcé en la faveur de cette dernière[réf. nécessaire].

Le Coran astreint l’époux à la fidélité absolue, ce qui signifie explicitement que le musulman marié est tenu de n’avoir des relations charnelles qu’avec sa propre femme. À défaut de quoi il sera puni par un châtiment approprié et sa femme a le droit de divorcer si elle le désire[réf. nécessaire].
Selon les docteurs de l'islam, si l’adultère est un crime nécessitant une punition, la fidélité est un devoir méritant les honneurs. Si l’époux a convenu avec sa femme de ne pas épouser d’autres femmes, il est tenu de respecter cet engagement et doit s’en abstenir totalement. Dans les pays où la polygynie est prohibée, la cohabitation clandestine avec d'autres femmes est interdite[réf. nécessaire].

### Droit à la propriété
Selon le Coran, une femme peut avoir des propriétés. Le Coran déclare :

« Les hommes auront chacun la portion qu’ils auront gagnée, et les femmes la portion qu’elles auront gagnée. »

— 4/32
Elle peut établir des contrats, faire des échanges, s'engager dans le commerce.
Certains versets coraniques instituent une soumission de la femme au mari et un devoir d'obéissance. En effet on retrouve bel et bien dans le Coran une répartition différente des rôles selon le sexe. Par exemple les femmes sont placées en position d'infériorité, et en retour les hommes ont le devoir de subvenir aux besoins des femmes :

« Les hommes sont supérieurs aux femmes à cause des qualités par lesquelles Dieu a élevé ceux-là au-dessus de celles-ci, et parce que les hommes emploient leurs biens pour doter les femmes. Les femmes vertueuses sont obéissantes et soumises : elles conservent soigneusement pendant l’absence de leurs maris ce que Dieu a ordonné de conserver intact. Vous réprimanderez celles dont vous aurez à craindre la désobéissance ; vous les reléguerez dans des lits à part, vous les battrez ; mais, dès qu’elles vous obéissent, ne leur cherchez point querelle. Dieu est élevé et grand. »

— 4/34

### Droit à l'instruction
Le Prophète de l'islam avait réservé un jour de la semaine où il enseignait uniquement aux femmes et répondait à leurs questions[réf. nécessaire]. Afin de comprendre l'importance de l'enseignement des femmes pour Mahomet, citons le hadith que Bukhari rapporte :

« Quiconque possède une esclave, lui donne un enseignement et un bon enseignement, lui procure une éducation et une bonne éducation, et ensuite la libère pour l'épouser comme une femme libre, un tel homme aura double récompense de la part de Dieu. »

— 3:41
Ce qui veut dire que le fait qu'un homme instruise une femme donne droit à une récompense de la part de Dieu.
Selon Muhammad Hamidullah, on compte vingt femmes juristes parmi les compagnons et une femme imam nommée par le Prophète à Médine (qui dirigeait la prière des hommes et des femmes), elle s'appelait Umm waraqah bint 'Abdallah b. al-Hârith.
L'islam a décrété que la recherche du savoir est un devoir. Aux premiers temps de l'islam, les hommes n'hésitaient pas à interroger sur des questions d'ordre juridique Aïcha (elle était juriste[réf. nécessaire]), la femme du Prophète, dont l'autorité en la matière était reconnue par les plus grands savants de l'islam.
Aujourd'hui encore, dans un grand nombre d'universités musulmanes, les femmes jouent un rôle essentiel, aussi bien dans l'enseignement des sciences techniques que des sciences religieuses[réf. nécessaire]. Pourtant, plusieurs pays à majorité musulmane montrent de profondes différences dans l'éducation entre les hommes et les femmes. Si plus de la moitié des hommes sont illettrés, cela touche 70 % des femmes.
En 2012, le World Economic Forum a mesuré les différences entre genre dans l'éducation. Quatorze des 15 pays ayant le plus de différences sont à majorité musulmane.

### Valeur du témoignage, déficience intellectuelle et religieuse
L’islam considère le témoignage de la femme comme l'équivalent de la moitié de celui de l'homme :

« Demandez le témoignage de deux témoins parmi vos hommes. Si vous ne trouvez pas deux hommes, choisissez un homme et deux femmes, parmi ceux que vous agréez pour témoins, en sorte que si l'une d'elles s'égare, l'autre puisse lui rappeler. »

— Coran 2:282
Ce statut de la femme dans le témoignage se retrouve dans certains hadiths relatant le jugement du prophète sur les femmes en général :

« Le Prophète a dit : "Le témoignage d'une femme n'est-il pas égal à la moitié de celui d'un homme ? » Les femmes ont dit, "oui." Il a dit, "C'est en raison de la déficience de l'esprit de la femme." »

— Sahih al-Bukhari, Volume 3, livre 48, N°826

« Un jour, l'Apôtre d'Allah est allé à Musalla pour Id-al-Adha ou la prière d'Al-Fitr. Alors il est passé par les femmes et a dit : "Ô Femmes ! Faites l'aumône parce que j'ai vu que la majorité des occupants du feu de l'enfer sont vous (les femmes)." Elles demandèrent : "Pourquoi en est-il ainsi, Ô Apôtre d'Allah ?" Il répondit : "Vous maudissez fréquemment et vous êtes ingrates envers vos maris. Je n'ai jamais rien vu de plus déficient en intelligence et en religion que vous. Un homme sensible et sensé pourrait être égaré par quelques-unes d'entre vous. " Les femmes demandèrent : "Ô apôtre d'Allah ! Qu'y a-t-il de déficient dans notre intelligence et notre religion ? Il dit : "La preuve apportée par deux femmes n'est-elle pas équivalente à celle d'un seul homme ? " Elles répondirent par l'affirmative. Il dit : "C'est l'insuffisance dans leur intelligence. N'est-il pas vrai qu'une femme ne peut ni prier ni jeûner pendant ses règles ?" Les femmes répondirent par l'affirmative. Il dit : C'est l'insuffisance dans leur religion." »

— Sahih al-Bukhari, Volume 1, livre 6, N°301

### Héritage
La femme musulmane hérite de ses parents, de son mari, de ses enfants. Il est vrai que les versets coraniques relatifs à la succession contiennent un verset qui désigne une part pour la femme et les deux restant pour l’homme :

« Quant à vos enfants : Dieu vous ordonne d’attribuer au garçon une part égale à celle de deux filles… »

— « Les femmes », sourate 4, 11
En contrepartie de cela, il incombe au mari d'assurer les dépenses, l'habillement et le logement de la femme, ainsi que de payer la dot qui est souvent élevée. Contrairement à la femme qui, si elle veut, peut travailler mais le mari n'a aucun droit de regard sur son argent.
La question de la différence successorale entre les deux sexes - qui porte atteinte à la vision de la femme au niveau de sa capacité - porterait selon certaines exégèses d’un cas unique n’impliquant pas de conséquence sur la capacité de la femme en tant que telle. Néanmoins, si c'est dans un seul cas qu'on attribue à la femme la moitié de ce qu’on attribue à l’homme, cette exégèse n'explique pas pourquoi aucune règle générale ne traite alors des droits successoraux de la femme de manière constante et immuable et pourquoi seul ce cas particulier est traité.
La philosophie de la succession en islam se distingue non par la masculinité et la féminité, mais par les droits et les devoirs imposés à chacun des deux sexes. Voir la place de la femme dans le droit successoral musulman.

## La femme dans le cadre marital

### Relation sexuelle
L'islam fait une distinction entre le Mariage et le concubinage. La Relation sexuelle conjugale est considérée comme un acte d'adoration et la relation charnelle extra-conjugale comme un péché[réf. nécessaire]. Le Coran n'impose aucune restriction dans l'acte charnel, qu'il considère comme tout à fait naturel. Hormis la sodomie, condamnée par les hadiths, toutes les pratiques sexuelles sont permises entre deux époux : 

« Vos épouses sont pour vous un champ de labour ; allez à votre champ comme [et quand] vous le voulez »

— 2/223
Divers hadiths vont dans le sens du devoir moral de la femme de répondre aux besoins de son époux (un devoir réciproque) :

« Une femme ne doit jamais se refuser à son mari, fût-ce sur le bât d’un chameau. »

Le viol[Lequel ?] est sévèrement puni. Une peine supplémentaire peut être fixée par le juge en fonction de la gravité des violences (ta'zir). S'il s'agit d'un viol extraconjugal, la peine minimale est, d'office, la peine de mort par lapidation.

### Polygamie
Dans l'Arabie préislamique, la polygamie n'était pas limitée en nombre chez les Arabes, l'Islam la limite à quatre. Certains auteurs défendent l'existence d'une polyandrie en Arabie préislamique.
Dans les pays où elle est permise, la polygamie est limitée à la tétragynie (quatre épouses maximum), avec l'obligation d'accomplir vis-à-vis de chacune également ses devoirs de mari. Selon Anne-Marie Delcambre, docteur française d'État en droit à l'université Paris-Sorbonne, docteur en civilisation islamique Islamologue et professeur d'arabe littéraire au lycée Louis-Le-Grand « […] Mahomet de Médine, un Prophète devenu abondamment polygame, puisqu'il épousa treize femmes ».
D'après le livre Le mariage, un nouveau départ dans la vie de Muhammad Ibn Ibrâhîm al-Hamad, savant et prêcheur saoudien, docteur en dogme islamique à l’université islamique d’Al-Qassim (Arabie-Saoudite), et écrivain, lorsqu'un homme se présente pour une demande en mariage (et qu'il est déjà marié), certaines femmes et leurs tuteurs posent comme condition qu'il divorce de sa première épouse. Toujours selon le texte, cette attitude est mal perçue car elle est signe d'égoïsme, de fermeture d'esprit et d'avarice, mais aussi d'injustice et iniquité : « Si on lui pose comme condition de divorcer de sa coépouse, cette condition ne sera pas valable selon ce que rapporte Abû Hurayra qui dit : "Le prophète a interdit que la femme exige le divorce de sa sœur" ».

### Modalités de séparation des époux
Le mot Talâq, qui signifie séparation entre les deux époux, nécessite la présence des deux parties devant le juge qui ordonne ce divorce après que les familles des mariés ont tout entrepris en vue de les réconcilier. Le Talâq est donc considéré comme un ultime recours et impose que l’un des deux membres du couple invoque des arguments sérieux qui puissent justifier une séparation. Un divorce est souvent vécu comme un drame. L’islam ne contraint pas deux époux à demeurer unis toute la vie, si cette union n’est plus viable.
De plus, dans de nombreux pays, même à majorité musulmane (dont l'Arabie saoudite), le divorce, plus égalitaire, peut être choisi comme mode de séparation. La femme peut en théorie renvoyer un époux violent, paresseux ou incapable, à l’aide d’une disposition scripturaire appelée le khul (ÇáÎáÚ), rarement appliquée.
Si la femme n'a pas recours à la formule du "talâq", elle a cependant recours à l'une des trois possibilités suivantes :
- Soit elle demande à son mari de prononcer la formule de divorce et le mari le fait ;
- Soit elle lui propose le khul : elle lui rend le douaire (mahr) qu'il lui avait donné au moment du mariage (nikâh) et tous les deux mettent fin à leur état conjugal ;
- Soit elle porte plainte auprès du cadi (juge en pays musulman) pour un certain nombre de griefs, après examen du dossier, le juge prononce le divorce (appelé taf'rîq). Le mari ne peut pas s'y opposer ni faire appel.

Parmi ces griefs il y a : coups et blessures, abandon du foyer par le mari, refus de subvenir aux besoins financiers de l'épouse, impuissance sexuelle, présence chez le mari d'une maladie repoussante, etc. ; il y a même comme cause valable une aversion pour le mari entraînant la décision de ne plus vouloir vivre avec lui.

## Violences faites aux femmes

### Violence conjugale selon le Coran
« […] Et quant à celles dont vous craignez la désobéissance, exhortez-les, éloignez-vous d'elles dans leurs lits et frappez-les. Si elles arrivent à vous obéir, alors ne cherchez plus de voie contre elles, car Allah est certes, Haut et Grand. […] »

— Coran 4:32-34, « Les femmes »
La nuit de la révélation de ce verset, une nuée de femmes vinrent autour de la demeure du Prophète pour se plaindre de leurs maris. Le Prophète dit : « Cette nuit soixante dix femmes se sont rendues chez la famille de Muhammad, toutes se plaignaient de leurs maris, mais ceux-là ne sont pas vos meilleurs. » Le Cadi Abu Bakr Ibn al-Arabi commenta cette dernière expression en disant : « Il autorisa cette pratique et exhorta pour son abandon », précisant par cela que les finalités de la charia exigent l’abandon.
Selon l'historien Mohamed Talbi, ces versets furent descendus entre la fin du troisième et le début de la cinquième année de l’hégire. Le passage sur la violence conjugale traite la question du mariage quand il dérive vers le fiasco. En fait, le Prophète avait interdit de battre les femmes pendant les trois années précédant la révélation de ce verset. Le prophète visait à faire cesser la violence des hommes envers les femmes et à prescrire la loi du talion pour les contrevenants. Le résultat fut que la situation s’envenimait, les plaintes des deux camps se multipliaient, et les femmes se « rebellèrent » contre leurs maris d’une manière quasi provocante selon l'historien. L’expérience du Prophète finit par mal tourner parce que les musulmans n’étaient pas préparés à admettre l’égalité totale homme-femme. Il affirme que « le messager avait tracé, avec le soutien et l’agrément de Dieu, la direction et la finalité, mais ce qu’avait voulu Dieu était meilleur dans la réalité de l’époque et ses circonstances ». Plusieurs oulémas renient la correction de l'épouse par la violence car cela répugnait le Prophète de l'islam comme Mohamed Tahar Ben Achour ou le pieux successeur parmi les jurisconsultes les plus glorieux Âata ben Asslam Ben Safouane Ben Abi Rabah (647-732).
Lors du serment d'adieu, le Prophète recommanda aux hommes de « craindre Dieu en ce qui concerne les femmes », et de leur assurer « le meilleur traitement » à plusieurs reprises. Il dit aussi qu'il incombe à l'homme de fournir à la femme nourriture et vêtements convenables. En contrepartie il incombe qu'elles ne laissent fouler le lit par personne sauf leur mari, et qu'elles ne laissent entrer dans leurs maisons aucune personne qu'ils n'aiment pas sauf avec leur permission. Et enfin qu'elles ne commettent pas la promiscuité envers d'autres hommes que leurs maris. Si elles le font (dans ce cas seulement) leurs maris peuvent les réprimander, puis établir des lits séparés, et en dernier recours les frapper pas trop durement.
Dans son livre Droit de la femme, remarque sur deux versets coraniques, l'érudit musulman Mujtaba Moussavi Lâri explique le verset cité en traduisant autrement le verbe zaraba, le radical Z R B possédant selon lui en effet plusieurs acceptions, dont celle de se montrer indifférent, de ne pas prendre en compte.
Alors que la loi pakistanaise protégeait les femmes de la violence, un groupe islamiste a essayé de faire passer une loi autorisant à « battre légèrement » les femmes.

### Excision
Il n'existe aucun verset du Coran qui traite de clitoridectomie. Certains hadiths évoquent l'excision mais sont reconnus comme peu fiables par la majorité des musulmans.
Selon les sociologues congolais, Régine Tchicaya-Oboa, Abel Kouvouama et Jean-Pierre Missie, l'excision fait débat entre les commentateurs « sunnites » qui défendent l'excision soit comme recommandation, soit comme obligation, soit « sous la pression de l'État » comme un acte interdit[réf. incomplète]. En Guinée (pays à majorité sunnite), les musulmanes défendent l'excision comme une obligation religieuse. Selon le sociologue ivoirien Marcel Kouassi, « certains adeptes d'un islam traditionaliste » s'appuient sur plusieurs hadiths qu'ils considèrent comme « authentiques » pour défendre cette « tradition ».